# America (2nd Amendment)
America (2nd Amendment) è un 45 giri del gruppo musicale di rock psichedelico e progressivo The Nice, pubblicato nel Regno Unito il 21 giugno 1968.

## Descrizione
Nell'aprile 1968 The Nice registrarono una rilettura strumentale del brano America tratta dal musical West Side Story (1957) di Leonard Bernstein; l'arrangiamento, adattato su una ritmica blues rock, era introdotto da effetti sonori come esplosioni e grida e sfociava in un'improvvisazione che ne portava la durata a oltre sei minuti: l'intento era esprimere in musica l'impressione mista di fascino e paura ricavata dall'impatto con gli Stati Uniti, dove il gruppo si era recato per la prima volta in tournée all'inizio dell'anno.
L'apertura e la sezione centrale del brano citano due temi tratti dalla Sinfonia n.9 in Mi Minore op. 95 Dal nuovo mondo (1893) di Dvořák, ispirata anch'essa all'America: l'introduzione in particolare fu eseguita da Keith Emerson su un organo a canne con l'accompagnamento di un coro classico arrangiato da Duncan Browne.
In coda al brano fu aggiunta la voce di Kevin Arnold, figlio della cantante soul statunitense P. P. Arnold, per la quale i Nice avevano debuttato come backing band nel 1967: Kevin, che all'epoca aveva 8 anni, lesse due versi tratti dal testo del brano Dawn, dal primo album del gruppo, ma con la parola «dawn» sostituita da: «America»: 
America, assieme al lato B The Diamond-Hard Blue Apples of the Moon, fu l'ultima incisione ufficiale dei Nice nella formazione a quattro elementi comprendente il chitarrista Davy O'List, il quale sarebbe stato cacciato dal gruppo il 2 ottobre 1968 a causa di problemi psichici.

## Pubblicazione e accoglienza
America uscì nel Regno Unito il 21 giugno 1968 col sottotitolo: 2nd Amendment, un'allusione contro il II emendamento della Costituzione degli Stati Uniti che garantisce ai cittadini statunitensi il diritto di possedere armi, ma anche uno stratagemma per identificare separatamente ai fini del copyright la sezione improvvisata del brano, la quale poté così essere accreditata a tutti e quattro i componenti il gruppo, con lo pseudonimo Emerlist Davjack ideato in precedenza per il loro album di esordio.
Due settimane prima che il disco fosse pubblicato, il 6 giugno, il senatore statunitense Robert F. Kennedy fu assassinato a Los Angeles; il delitto, di ampia eco mediatica, suggerì al manager del gruppo Andrew Loog Oldham l'idea per una foto pubblicitaria provocatoria, utilizzata poi anche come copertina di alcune edizioni del singolo: i Nice vi comparivano con in braccio tre bambini il cui volto era nascosto rispettivamente dietro i ritratti del senatore Kennedy, di suo fratello John F. Kennedy e di Martin Luther King, tutti e tre illustri vittime recenti di armi da fuoco negli Stati Uniti; accanto all'immagine, si leggeva:
Il riferimento al minutaggio – tra l'altro ingannevole dato che il brano durava in realtà 6 minuti e 18 secondi – fu un'altra trovata di Oldham, in quel periodo ossessionato dall'idea di eguagliare il record di durata di un 45 giri (appunto 7' 20") conquistato appena due mesi prima dal brano MacArthur Park, di Jimmy Webb, cantato dall'attore irlandese Richard Harris.
Il 26 giugno 1968 il gruppo eseguì dal vivo America alla Royal Albert Hall di Londra, in occasione di un evento contro l'apartheid al quale parteciparono anche artisti statunitensi, tra cui Marlon Brando; al culmine dell'esibizione, Keith Emerson tentò di incendiare sul palco una bandiera statunitense stilizzata, in segno di protesta contro l'intervento americano nella guerra del Vietnam: l'episodio, oltre a causare ai Nice un bando a vita dal teatro londinese, alimentò a loro carico sospetti di propaganda antiamericana che impedirono al gruppo di ottenere visti d'ingresso per gli Stati Uniti – e perciò anche di svolgervi tournée – fino a marzo dell'anno seguente. Lo stesso Leonard Bernstein, pur dichiarando pubblicamente di non aver mai sentito parlare dei Nice, ritenne che avessero voluto stravolgere il suo brano in senso antiamericano e inizialmente si oppose alla pubblicazione del singolo negli Stati Uniti. Per queste ragioni, dalla versione che uscì comunque tempo dopo sul mercato statunitense si scelse di tagliare il breve recitato di Kevin Arnold. Emerson anni dopo definì la sua versione di America: «La prima canzone di protesta strumentale di sempre» dato che, fra l'altro, precedette di oltre un anno la celebre rilettura dell'inno nazionale statunitense eseguita da Jimi Hendrix al festival di Woodstock (agosto 1969).
America fu l'unico 45 giri pubblicato dai Nice a entrare nella Official Singles Chart britannica, il 16 luglio 1968, salendo poi fino al 21º posto e rimanendo per quindici settimane nella Top 100. Una versione estesa del brano, registrata dal vivo nel 1969 senza Davy O'List, fu incusa nell'album postumo: Elegy (1971). Il lato B del singolo, The Diamond-Hard Blue Apples of the Moon, non comparve invece su nessun album in studio dei Nice; soltanto due anni dopo il loro scioglimento (1972), entrambe le tracce trovarono posto nella raccolta: Autumn '67 - Spring '68.

## Tracce
Lato A
1. America (strumentale) – 6:18 (Leonard Bernstein, Stephen Sondheim, arr. The Nice)
include:
- 2nd Amendment (musica: Brian Davison, Keith Emerson, Lee Jackson, Davy O'List, accreditati come «Emerlist Davjack»)

Lato B
1. The Diamond-Hard Blue Apples of the Moon – 2:46 (Emerlist Davjack)

## Formazione
Gruppo
- Brian Davison – batteria
- Keith Emerson – organo Hammond, organo a canne (*), mellotron (**)
- Lee Jackson – basso elettrico, voce (**)
- Davy O'List – chitarra elettrica, tromba (**), voce (**)

Ospiti (*)
- Kevin Arnold – voce recitante
- Andrew Loog Oldham – risata[2]
- Coro moderno arrangiato da Duncan Browne

(*) America (2nd Amendment)
(**) The Diamond-Hard Blue Apples of the Moon